# Cory Tyler
Cory Lane Tyler (25 mei 1973) is een Amerikaanse acteur en danser.

## Biografie
Tyler begon in 1988 met acteren in de film Moonwalker. Hierna heeft hij nog meerdere rollen gespeeld in films en televisieseries zoals A Different World (1990-1992), Beverly Hills, 90210 (1992), Providence (2002) en Knight Rider (2008).
Tyler is in 2008 getrouwd in Palos Verdes Estates Californië, zij hebben hun huwelijksreis doorgebracht in Fiji. Tyler heeft zijn bachelor gehaald op de UCLA. Haulsey heeft haar diploma gehaald op de Rutgers-universiteit en is de auteur van het boek Angel of Harlem en Red Moon en is op het moment bezig met het schrijven van haar derde boek.

## Prijs
- 1993 - Young Artist Award in de categorie Best Jonge Acteur in een Tv-Serie met de televisieserie Beverly Hills, 90210 – genomineerd.

## Filmografie

### Films
- 2003 Comdey Central Laughs for Life Telethon 2003 – als Amer-i-can
- 2002 Big Ain't Bad – als Pierre
- 1998 High Freakquency – als Terrence
- 1988 Moonwalker – als danser

### Televisieseries
Uitgezonderd eenmalige gastrollen.
- 2008 The Awesome Hour – als president van de zwemclub (miniserie)
- 1997 – 1998 Night Man – als Buddy – 2 afl.
- 1996 – 1997 Sister, Sister – als Elliot – 2 afl.
- 1992 Beverly Hills, 90210 – als Herbert Little – 4 afl.
- 1990 – 1992 A Different World – als Terrence Johann Taylor – 30 afl.